# Господні свята
Господні свята (також Владичні свята або Господські свята) — дні річного богослужбового кола в православній, католицькій та давньосхідних церквах, в яких особливо урочисто прославляється Господь Ісус Христос в зв'язку зі спогадами про події Його земного життя, а також з пов'язаними з ним реліквіями, знаменнями і чудесами.
Господні свята є найбільшими подіями в літургійному календарі, і богослужіння в ці дні відрізняються особливою урочистістю, при цьому сам спогад про подію, що святкується, як правило, не обмежується днем свята, але може поширюватися і на попередні і/або наступні дні.

## Історія
Святий Єпіфаній Кіпрський († 403) у Слові на Вознесіння називає головними чотири Господські свята: Різдво Христове, Богоявлення, Воскресіння Ісуса Христа і Вознесіння Ісуса Христа. Святитель Іван Золотоустий († 407) згадує 6 свят: Різдво Христове, Богоявлення, день Страстей Христових, Воскресіння Ісуса Христа, Вознесіння Ісуса Христа, Зішестя Св. Духа на апостолів. Святий Патріарх Прокл (434—446) виділяє 5 свят: Різдво Христове, Богоявлення, Воскресіння Ісуса Христа, Вознесіння Ісуса Христа, Зішестя Св. Духа на апостолів.
У 744 році Евбейський пресвітер Іоанн (пізніше єпископ) назвав 11 найважливіших свят, виділивши серед них такі Господські свята.: Різдво Христове, Богоявлення, Стрітення Господнє, Вознесіння, Воскресіння, Преображення Господнє, Зіслання Св. Духа на апостолів. В XI ст. у візантійській церковної писемності відзначено 12 найважливіших свят. В описі церковних старожитностей Константинополя при імператорі Олексії Комніні згадувалося про 12 свят, не називаючи їх. У XII ст. Феодор Продром писав про такі свят, як Різдво Христове, Обрізання, Стрітення Господнє, Богоявлення, Преображення Господнє, Воскресіння Лазаря, Вхід Господній в Єрусалим, Воздвиження Хреста (древо Хреста), Воскресіння, Вознесіння, Зіслання Св. Духа на апостолів. У XIV ст. Никифор Калліст називав ті ж свята, крім Обрізання